# Unama'ki
Unama’ki é um dos maiores tubarões-branco, com mais de 900 quilos e 4,5 metros de comprimento. Seu nome significa "terra do nevoeiro" na língua do povo indígena Mi'kmaq da Nova Escócia. Ela está sendo monitorada pela OCEARCH, uma empresa sem fins lucrativos de pesquisa marinha, que a etiquetou com um dispositivo de rastreamento. Os pesquisadores acham que Unama’ki pode estar grávida.

## Rastreamento
As viagens de Unama'ki chegam ao norte até a Terra Nova e ao sul até Cuba.
Unama'ki foi marcada com um dispositivo de rastreamento eletrônico em setembro de 2019 na costa da Nova Escócia, Canadá. Unama'ki "pingou" às 5:46 da manhã local perto de Key Largo, ao sul de Miami em 5 de novembro de 2019.
Em 29 de abril de 2020, ela apareceu a cerca de 650 milhas a leste-sudeste da Carolina do Norte nas águas ao norte de Bermuda. Sua tag pingou em março de 2021, mas não havia dados de localização.